# Mormia nigripennis
Mormia nigripennis és una espècie d'insecte dípter pertanyent a la família dels psicòdids present a Baviera, Àustria i el territori de l'antiga República Federal Socialista de Iugoslàvia.